# 高明区

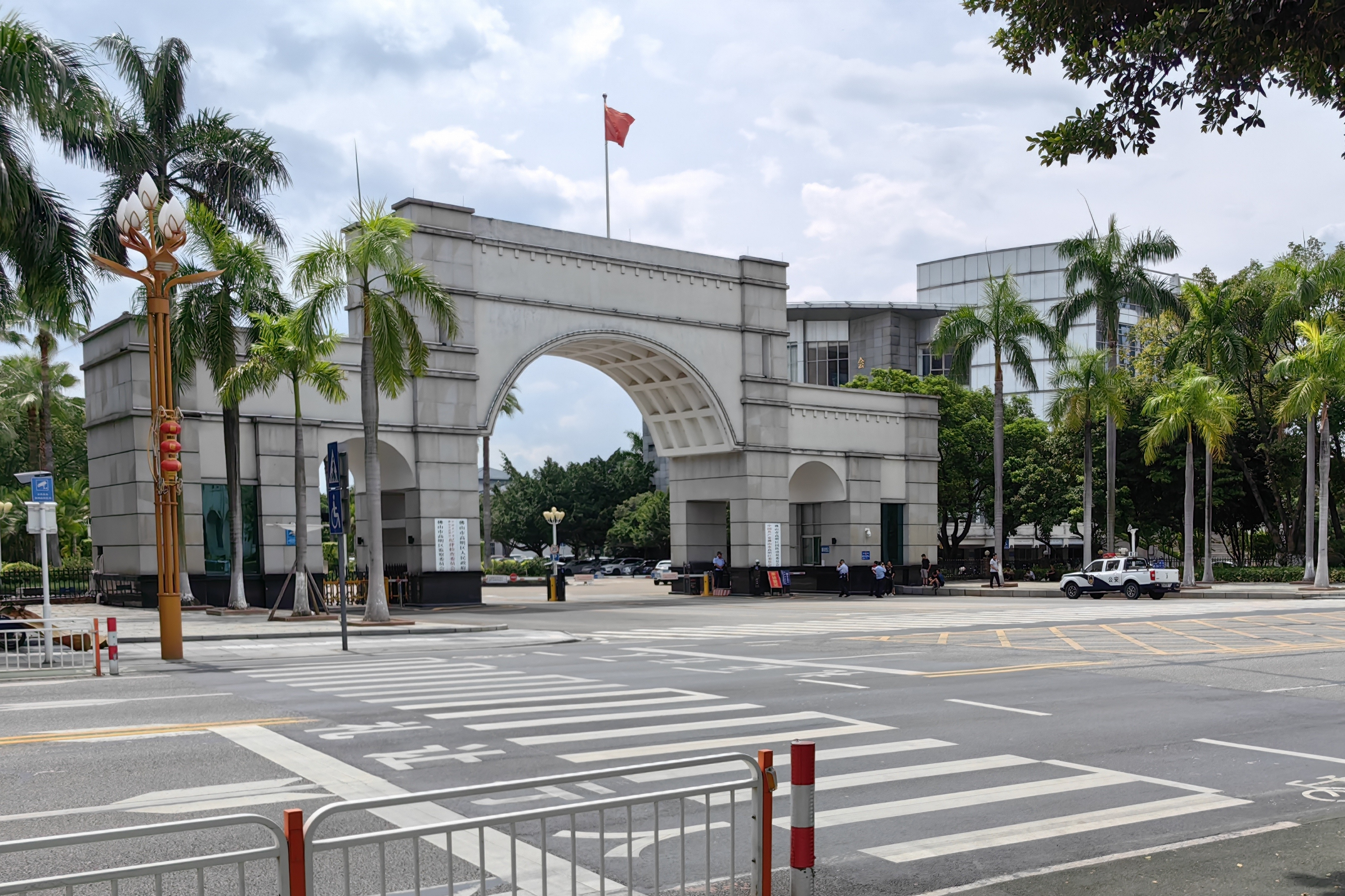
高明区人民政府

高明区是中国广东省佛山市的一个市辖区，位于广东省的中部偏西,珠三角西翼，是珠江、西江交匯的重要節點。高明區東南和南面與鶴山市交界，西南與新興縣相連，西北與肇慶市高要區接壤，東北隔西江與三水區、南海區相望，总面积为960平方公里，區人民政府駐 荷城街道文匯路6號。
高明區地處南粵地區，水網縱橫，山水兼備，沿習傳承的是廣府人生活習慣和廣府文化。高明區歷史上有“文風甲端郡”“彥碩輩出”、魚米之鄉、山林水都的美譽。

## 行政区划
高明区曾有县城（原荷城）、西安、三洲、富湾、明城、人和（又名大沙）、更楼、杨梅、合水、新墟10个镇。
在2005年5月27日的行政区划调整后，区内目前余下1个街道办事处和3个镇：荷城街道、杨和镇、明城镇和更合镇。

## 人口
2021年，高明區常住人口47.20萬人，比上年增加0.29萬人，增長0.6%，城鎮人口比重89.14%。按户籍人口統計，總户數96158户，總人口336701人。

## 歷史
秦至西晉時為高要縣地，东晋时为平兴县地，隋代并入高要县。平兴县遗迹已进行发掘。
明成化十四年四月戊戌（1478年5月28日）置高明縣，因以縣治舊高明寨得名。
1958年高明、鹤山两县合并为高鹤县，1981年恢复为高明和鹤山两县。1994年撤縣建市（縣級），2003年初撤市設區，并入佛山市。

## 政治
持续多年的高明区贪污腐败问题（有时被称为“高明现象”），相对于佛山市内其他四个区较为严重，其中以“高明公路局窝案”最为惊人。

## 地理
高明區地處珠江三角洲西側外圍丘陵地區，西南高，東北低，西江從東北邊境流過。在北回归线悄悄往南。與佛山市其他市轄區為西江所相隔。

## 氣候
为亚热带季风气候，一月份均溫12℃，7月份均溫27℃，年均溫降水量1,702毫米。2016年春节期间曾有下雪，为新中国建国以来首次。

## 自然资源
區內自然資源有煤、石灰石、花崗岩、獨居石、泥炭土、高嶺岩、稀土、金、銅、鋅、錳、鐵、鉛、鎢、鈷等礦藏，其中石灰石是廣東省六大產地之一，亦有山羊、野豬等野生動物。
高明气候温和，雨量充沛，土地肥沃，农林牧副渔皆宜，素有"鱼米之乡"之美誉；境内水资源充足，沧江河及其15条支流横贯全区东西，汇入流经本区的西江，饮用水水质达到国家二级标准；矿产资源丰富，已发现的矿种达14种，富含花岗岩、石灰石、铁、锰、金、银等，其中西江畔 的银矿是目前国内发现的最大的独立银矿床，银储量规模达超大型；高明是珠三角重点林区之一，森林覆盖率达50%，2000年获全国造林绿化"百佳（县）市"称号，2001年，区人民政府被授予"全国绿化先进集体"；有丰富而独特的旅游资源，处处蓝天、碧水、绿地，在工厂林立的珠三角构筑了独特的田园风光。其中更合 原始森林，荷城唐代龙窑遗址、灵龟塔，杨和西坑水库、万宝山庄、皂幕凌云是其主要景点。2007年，通过创建国家环保模范城市验收，获广东省首批“绿色名县（区）”称号。

## 旅游
东晋平兴縣遗迹, 靈龜塔、文昌塔是建築雄偉、藝術精湛的明代建築；靈龜塔下有廣東省第一保存完好的唐代龍窯遺址。特產有三洲黑鵝、西安蓮藕、合水西瓜、黃薑、更樓話梅、對川茶葉等。

## 交通
- 国道： 359国道、 324国道
- 高速公路： 广台高速、 珠三角环线高速
- 高明区现代有轨电车示范线